# Bosnormand
Bosnormand foi uma antiga comuna francesa na região administrativa da Normandia, no departamento de Eure. Estendia-se por uma área de 3,33 km². Em 2010 a comuna tinha 333 habitantes (densidade: 100 hab./km²).
Em 1 de janeiro de 2017, passou a formar parte da nova comuna de Bosroumois.